# Saint-Laurent-de-Belzagot
Saint-Laurent-de-Belzagot är en kommun i departementet Charente i regionen Nouvelle-Aquitaine i västra Frankrike. Kommunen ligger  i kantonen Montmoreau-Saint-Cybard som ligger i arrondissementet Angoulême. År 2018 hade Saint-Laurent-de-Belzagot 392 invånare.

## Befolkningsutveckling
Antalet invånare i kommunen Saint-Laurent-de-Belzagot
Referens:INSEE